# トリロク・グルトゥ

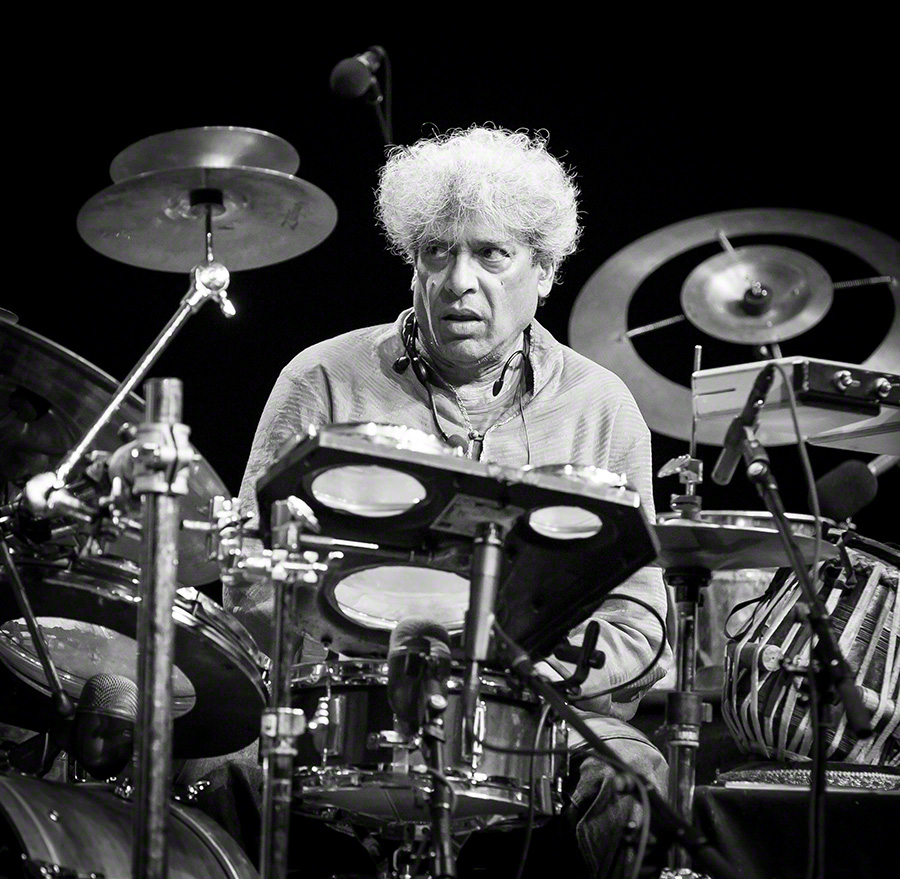
オスロ・ジャズ・フェスティバルでのグルトゥ（2016年）

トリロク・グルトゥ（Trilok Gurtu、カシミール語: ترلوک گرٹو、マラーティー語: त्रिलोक गुर्टू、1951年10月30日 - ）は、インド音楽やフュージョン、ワールドミュージックを融合させた作風で知られる、インドのパーカッション奏者にして作曲家である。
テリエ・リピダル、ゲイリー・ムーア、ジョン・マクラフリン、ヤン・ガルバレク、ジョー・ザヴィヌル、ミシェル・ビスチェリア、ビル・ラズウェル、マリア・ジョアン&マリオ・ラジーニャ、ロバート・マイルズと共演してきた。

## 生い立ち
グルトゥはインドのムンバイでヒンドゥー教のバラモンの両親に生まれた。父親はカシミール・パンディットで、母親はマラーター人だった。ムンバイにあるドン・ボスコ高校（マタンガ）に通う。彼の母親、有名なヒンドゥスターニーの古典的および半古典的なボーカリストであるショバ・グルトゥが、彼にタブラの演奏を学ぶよう勧め、シャー・アブドゥル・カリムからパーカッションの正式なトレーニングを受けた。 

## 略歴
グルトゥは1970年代に西洋のドラムキットを演奏し始め、ジャズへの関心を高めた。ジミ・ヘンドリックスに関する1995年のテレビ特別番組で、グルトゥは初めオーバー・ダビングを意識せずに西洋音楽を学んだと述べ、ほとんどのミュージシャンが決して試みなかったであろう複数のパートを学ぶことを余儀なくされたと語った。1970年代に、チャーリー・マリアーノ、ジョン・チカイ、テリエ・リピダル、ドン・チェリーと共演した。
グルトゥの最も初期の録音の1つは、ドイツのエスニック・フュージョン・バンド、エンブリオによる1977年のアルバムである『Apo-Calypso』であった。彼の母親もそのレコードで歌い、後に彼の最初のソロCDである『アスフレット』に加わった。
1980年代、グルトゥはスイスのドラマーであるチャーリー・アントリーニと、ジョン・マクラフリンとのトリオで、マクラフリンと共演し、ベーシストのヨナス・エルボーグ、カイ・エクハルト、ドミニク・ディ・ピアッツァとさまざまな共演を行った。エルボーグとのラインナップは、1988年にカリフォルニア州バークレーでマイルス・デイヴィスのコンサートにおけるオープニングを少なくとも1回行った。
グルトゥとマクラフリンのコラボレーションには、ドラム・パターンを教えるための口頭によるドラム表現であるインドの「タラ・トーク」メソッドを使用したボーカルの即興演奏が含まれていた。時々、エクハルトはヒップホップのビートボックス・ボーカルと一緒にスリーウェイ・ボーカル・パーカッション・ジャムに参加し、グルトゥとマクラフリンはいくつかの日本のブランド名といくつかのインドの言葉を混ぜ合わせたようないくつかの面白い言葉を投げかけた。
グルトゥのドラム演奏の珍しい側面のいくつかには、ドラム・スツールなしで、床の半分ひざまずく位置で演奏すること、キックペダル付きの大きなドラムヘッドに似た型破りなキックドラム、およびタブラとウエスタンドラムの使用がある。グルトゥのユニークなパーカッションの特徴には、シンバルと一連のシェルを水の入ったバケツに浸して、きらめく効果を生み出すことがある。
ドラマーのコリン・ウォルコットの死後、グルトゥはオレゴンに加わった。彼らの3枚のレコード、『エコトピア』（1987年）、『45th PARALLEL』（1989年）、『Always, Never and Forever』（1991年）で演奏している。
1990年代初頭、グルトゥはソロ・アーティストおよびバンド・リーダーとしてのキャリアを再開した。さまざまな著名ミュージシャンが、彼の数あるCDリリース作を支えてきた。
1999年、ザキール・フセインとビル・ラズウェルは、ヒンドゥスターニー音楽、アジアン・アンダーグラウンド、アンビエント、ドラムンベース、エレクトロニカをミックスして演奏する音楽グループ、タブラ・ビート・サイエンスを結成した。グルトゥは、カーシュ・カーレイとタルヴィン・シンとともにグループに参加。このグループは2003年後半に活動休止するまでに3枚のアルバムをリリースした。
2004年、グルトゥはロバート・マイルズと一緒にアルバム『Miles_Gurtu』を作成した。また、彼のArkè String Quartetとのコラボレーションは、2007年のアルバム『Arkeology』のリリースから始まった。
2010年、トリロク・グルトゥは、ミニマリスト作曲家ステファノ・イアンのオペラによるアルバム『Piano Car』で演奏した。共演は、リッキー・ポーテラ、ニック・ベッグス（カジャグーグー）、マリオ・マルジ、テール・ブライアント（ジョン・ポール・ジョーンズ/レッド・ツェッペリン）、ジョン・デ・レオ。
2012年、トリロク・グルトゥは、故郷のチャンディーガルでエレクトロニック・フォーク・デュオのハリ&スフマニとコラボレーションし、音楽ドキュメンタリーである旅行記『The Dewarists』で「Maati」という曲をプロデュースした。

## 伝説
トリロク・グルトゥは、最も革新的で画期的なパーカッショニストの1人として広く認められている。剣やバケツ、その他、型にはまらないものを、彼のサウンドに取り入れていく。ザキール・フセインは、トリロク・グルトゥがタブラだけを演奏していたとしたら、世界で最高のタブラ奏者だったと述べた。
デッドマウス（ジョエル・ジマーマン）は、自身のヒーローとしてトリロク・グルトゥに言及している。「俺の大いなるヒーローは誰かって? トリロク・グルトゥさ。……インド人のみんなにはこのことを知っていてほしいね。インドの伝統的でパーカッシブなアルゴ（アルゴリズム）とモードは俺の心を吹き飛ばしてやまない。マジで彼をチェックしてほしい。まさにバカみたいに隔絶したスキル。俺はガムを噛んで歩くことさえできない（つまり彼みたいに器用じゃない）。タブラにはまったく異なる言語/表現方法があるんだ」。 

## スタイル
「ジャズ、インド古典音楽、抽象的な即興とアジアン・ポップス、まばゆいばかりの打楽器の巨匠、アクセシブルなエンターテイナーを受け入れるオープンマインドなミュージシャン」 - ザ・ガーディアンUK。
自らは、アフリカのリズム、アフリカのビートとドラムパターンに強く影響を受けているという。 

## 受賞歴
グルトゥは、次のような数々の権威ある賞やノミネートを獲得している。
- 最優秀全パーカッショニスト 『DRUM! Magazine』 1999年
- 最優秀全パーカッショニスト 『カールトン・テレヴィジョン』多文化音楽賞、2001年
- 最優秀パーカッショニスト 『ダウン・ビート』誌評論家投票 1994年、1995年、1996年、1999年[9]、2000年、2001年、2002年[10]
- 最優秀アジア太平洋地域アーティスト（候補） BBCラジオ 3 ワールド 2002年、2003年、2004年[3][5]

## ディスコグラフィ

### リーダー・アルバム
- 『アスフレット』 - Usfret (1988年、CMP)
- 『リヴィング・マジック』 - Living Magic (1991年、CMP)
- 『クレイジー・セインツ』 - Crazy Saints (1993年、CMP)
- 『ビリーヴ』 - Believe (1994年、CMP)
- The Glimpse (1996年、CMP)
- Bad Habits Die Hard (1996年、CMP)
- African Fantasy (1999年、ESC)
- Kathak (1998年、Escapade)
- The Beat of Love (2001年、Blue Thumb)
- 『リメンブランス』 - Remembrance (2002年、EmArcy)
- Broken Rhythms (2004年、Worldmusicnet)
- Farakala (2005年、Frikyiwa)
- Arkeology (2006年、Promo Music) ※with Arke String Quartet
- Massacal (2009年、BHM)
- 21 Spices (2011年、Art of Groove)
- Broken Rhythms (2012年、Cream)
- Spellbound (2013年、Moosicus)
- Drums On Fire (2015年、Times Music) ※with チャド・ワッカーマン
- Crazy Saints Live (2015年、Art of Groove)
- God Is a Drummer (2019年、Jazzline)
- 『タブラ・タラン〜メロディ・オン・ドラムズ』 - Tabla Tarang - Melody on Drums (2020年、Smithsonian Folkways) ※with パンディット・カマレシュ・マイトラ

Family of Percussion
- Message to the Enemies of Time (1978年、Nagara)
- Sunday Palaver (1980年、Nagara)
- Here Comes the Family (1981年、Nagara)

### 参加アルバム
ピーター・ギーガー
- Illegitimate Music (1978年、Nagara)
- Where the Hammer Hangs (1978年、Nagara)
- For Drummers Only: Live at Cologne (1982年、Nagara)

ジョン・マクラフリン
- 『ジョン・マクラフリン・トリオ・ライヴ!』 - Live at the Royal Festival Hall (1990年、JMT)
- 『ケ・アレグリア』 - Que Alegria (1992年、Verve)
- 『ザ・プロミス』 - The Promise (1995年、Verve)

オレゴン
- 『エコトピア』 - Ecotopia (1987年、ECM)
- 『45th PARALLEL』 - 45th Parallel (1989年、CBS/Portrait)
- Always, Never and Forever (1991年、Intuition)

イルミン・シュミット
- Filmmusik Vol. 3 & 4 (1983年、Spoon)
- Musk at Dusk (1987年、WEA)
- Filmmusik Vol. 5 (1989年、Virgin)
- Impossible Holidays + Musk at Dusk (1998年、Spoon)

スワンズ
- 『バーニング・ワールド』 - The Burning World (1989年、UNI)
- Forever Burned (2003年、Young God) ※コンピレーション

その他
- Aktuala : La Terra (1974年、Bla Bla)
- Aktuala : Tappeto Volante (1976年、Bla Bla)
- チャーリー・アントリーニ : Finale (1983年、Jeton)
- チャーリー・アントリーニ : Menue/Finale (1987年、Jeton)
- カール・ベルガー : Live at the Donaueschingen Music Festival (1980年、MPS)
- カール・ベルガー : New Moon (1980年、Palcoscenico)
- レナード・バーンスタイン、カティア&マリエル・ラベック : West Side Story (1989年、CBS)
- ミシェル・ビスチェリア & ディディエ・フランソワ : Whispered Wishes (2019年、Prova)
- ケティル・ビヨルンスタ : 『グレイス』 - Grace (2001年、EmArcy)
- ジャック・ブルース : 『サムシン・エルス』 - Somethin Else (1993年、CMP)
- フィリップ・カテリーン : 『エンド・オブ・オーガスト』 - End of August (1982年、Wea)
- アドリアーノ・チェレンターノ : Facciamo Finta Che Sia Vero Clan (2012年、Universal)
- アイーブ・ディエン : 『リズマジック』 - Rhythmagick (1995年、P-Vine)
- ドーキー・ブラザーズ : 2 (1997年、Blue Note)
- クリスティ・ドーラン : Christy Doran's May 84 (1985年、Plainisphare)
- エンブリオ : Apo Calypso (1977年、April)
- ピーター・フィンガー : Neue Wege (1984年、Stockfisch)
- アントニオ・フォルチオーネ : Ghetto Paradise (1998年、Naim)
- イヴァーノ・フォッサーティ : Lindbergh Lettere Da Sopra La Pioggia (1992年、Epic)
- ヤン・ガルバレク : 『ヴィジブル・ワールド』 - Visible World (1996年、ECM)
- Dhruv Ghanekar : Voyage (2015年、Wah Wah Music)
- ジルベルト・ジル : O Sol de Oslo (2006年、Blau)
- ダニー・ゴットリーブ : 『ホワールウィンド (旋風)』 - Whirlwind (1989年、Atlantic)
- アルフレッド・ハルト : This Earth! (1984年、ECM)
- ヨナス・エルボーグ : Adfa (1989年、Day Eight)
- マリア・ジョアン : Cor (1998年、Verve)
- トニー・ラカトシュ : Tony Lakatos and His Friends (1983年、Krem)
- ビル・ラズウェル : 『シティ・オブ・ライト』 - City of Light (1997年、Sub Rosa)
- グエン・レ : Tales From Viet-Nam (1996年、ACT)
- アルベルト・マンゲルスドルフ & ウォルフガング・ダウナー : Moon at Noon (1987年、Musikant)
- チャーリー・マリアーノ : October (1977年、Contemp)
- マリオ・マルツィ : East Travel (2011年、Stradivarius)
- マテリアル : 『ハリューシネイション・エンジン』 - Hallucination Engine (1994年、Axiom)
- ポール・マッキャンドレス : Heresay (1988年、Windham Hill)
- ロバート・マイルズ : Organik (2001年、S:alt)
- ロバート・マイルズ : Miles_Gurtu (2004年、S:alt)
- アイアート・モレイラ : Misa Espiritual (1983年、Harmonia Mundi)
- マーク・ナウシーフ : 『パーソナル・ノート』 - Personal Note (1981年、CMP)
- マーク・ナウシーフ : 『SURA』 - Sura (1983年、CMP)
- クロード・ヌガロ : Lady Liberty (1987年、WEA)
- クロード・ヌガロ : Nougayork (1987年、WEA)
- パンザーバレット : Breaking Brain (2015年、Gentle Art of Music)
- ミシェル・ポルタル : Any Way (1993年、Label Bleu)
- オマーラ・ポルトゥオンド : 『グラシアス』 - Gracias (2008年、World Village)
- バール・フィリップス : 『宇宙幻覚』 - Three Day Moon (1978年、ECM)
- ドゥルス・ポンテス : 『プリメイロ・カント』 - O Primeiro Canto (1999年、Polydor)
- ジョシュア・レッドマン、チック・コリア、ケニー・ホイーラー : Ludwigsburger Jazztage (1994年、Chaos)
- マリーナ・レイ : Animebelle (1998年、Virgin)
- クラウディオ・ロッキ : Il Miele Dei Pianeti Le Isole Le Api (1974年、Ariston)
- テリエ・リピダル、ミロスラフ・ヴィトウス、グルトゥ : Trio Live in Concert (2001年、TDK) ※DVD
- ファラオ・サンダース : Save Our Children (1998年、Verve)
- ファラオ・サンダース : With a Heartbeat (2003年、Evolver)
- ラロ・シフリン : Esperanto (2000年、Aleph)
- L. シャンカール : Song for Everyone (1985年、ECM)
- フレディ・スチューダー : Seven Songs (1991年、veraBra)
- フレディ・スチューダー : Half a Lifetime (1994年、Unit)
- タブラ・ビート・サイエンス : 『ターラの子宮』 - Tala Matrix (2000年、Axiom)
- リチャード・タイテルバウム : Blends & the Digital Pianos (1984年、Lumina)
- リチャード・タイテルバウム : Blends (2002年、New Albion)
- ナナ・ヴァスコンセロス : 『レイン・ダンス』 - Rain Dance (1989年、Antilles)
- ピート・ヨーク : Pete York Presents Super Drumming Vol. 3 (1990年、BMG)
- ジョー・ザヴィヌル : 『マイ・ピープル』 - My People (1996年、Jms)